# الحرية تتطور
الحرية تتطور هو كتاب أدبيات علمية وفلسفة من تأليف دانيال دينيت في 2003. وصف دينيت الكتاب بأنه تثبيت لمشروع فلسفي استغرق منه حياته بأكملها، والذي كان من أجزائه السابقة الوضع المتعمد وشرح الوعي وحرية الاختيار. يحاول الكتاب أن يقدم فكرة عن حرية الإرادة والمسؤولية الأخلاقية والذي يعتبر تكميليا لآراء دينيت الأخرى عن الوعي والفردية.

## الخلاصة
كما في كتاب شرح الوعي، يتحدث دينيت عن الطبيعة المثيرة للجدل لآرائه بصورة متعمقة. يتوقع دينيت الكراهية من الذي يخافون من أن التحليل الشكوكي للحرية قد يُضعف معتقدات الناس في وجود الاعتبارات الأخلاقية. يشبه دينيت نفسه بالغراب المتدخل الذي يصر على إخبار دمبو أنه لا يحتاج الريش الذي يظن أنه يحتاجه كي يطير.

### حرية الإرادة والإيثار
موقف دينيت من حرية الإرادة هو التوافقية مع جدل تطوري. الفكرة هي على الرغم من أننا في إحساسنا الفيزيائي المجرد فإن أفعالنا محددة مسبقا، إلا أنه يمكننا أن نكون أحرارا في كل الأشياء الهامة بسبب القدرات التي طورناها. بهذه الطريقة فإن حرية الإرادة هي حرية أخذ القرارات بدون معوقات (وبالتالي فهي نوع من حرية الإرادة العملية الإيجابية الخاصة بكانت)، في مقابل حري مستحيلة وغير ضرورية من السببية نفسها. لتوضيح هذا التفريق، يستخدم دينيت مصطلح «غير حتمي» حيث عرّفها بأنها القدرة على توقع الظروف المحتملة والتصرف من أجل تجنب الظروف غير المرغوبة. اللا حتمية متوافقة تماما –بل وتتطلب- مع كون الأفعال البشرية حتمية. ينتقل دينيت إلى الإيثار، حيث أنكر أنه يتطلب التصرف من أجل منفعة الآخرين بدون الحصول على أي منفعة خاصة. يقول أنه ينبغي أن نفهم الإيثار في ضوء مساعدة نفسك من خلال مساعدة الآخرين، وتمديد النفس لتصبح أكثر شمولية بدلا من كونك أنانيا. لتوضيح هذا الخليط، يجد دينيت أن جذور قدرتنا على فعل ذلك تعود إلى الضغوط التطورية، كما أنها أنتجت اصطفاء القرابة. في معالجته لكل من حرية الإرادة والإيثار، بدأ دينيت بتوضيح لماذا علينا ألا نتقبل التعريفات القديمة لأي منهما.

### الترتيبات متبادلة المنفعة
يقترح دينيت أيضا أن التمسك بالمبادئ الأخلاقية العالية قد تكافئ الفرد، لأنه إن علم الآخرون بأنك تتصرف بهذه الطريقة المقيدة، فإنه يتم تعزيز النظرة لبعض الترتيبات متبادلة المنفعة. يرتبط ذلك باعتبارات نظرية الألعاب: في معضلة السجينين الشهيرة، نجد أن الأفراد «الأخلاقيين» الذين يتعاونون يصبحون أكثر نجاحا من الأفراد «غير الأخلاقيين» الذين لا يتعاونون. لا يبدو ان التعاون ينشأ طبيعيا لأن الأفراد يميلون إلى «تعطيل» واستعادة توازن ناش، والذي ليس دائما هو الحل الأفضل لكل المعنيين بالأمر. يستنتج دينيت من خلال الاحتمالات أن الناس قد يتمكنون من الانضمام أو الانسحاب من المسؤولية الأخلاقية، وبالتأكيد في وجود المنفعة سيختارون الانضمام خاصة إذا كان الانسحاب يتضمن أشياء مثل السجن أو الإيداع في مؤسسة.

### تجارب ليبت
يجادل دينيت أيضا أن لا يوجد استنتاج واضح عن الإرادة يمكن استخلاصه من تجارب بنجامين ليبت على افتراض تصوير الوعي غير الموجود للإرادة. طبقا لدينيت، فإن الغموض في توقيتات الأحداث المختلفة هي عامل هام. يتحدث ليبت عن أن احتمالية الاستعداد تحدث موضوعيا باستخدام الإلكترودات، ولكنها تعتمد على الموضوع الذي يخبرنا عن موقع عقرب الساعة لتحديد وقت القيام بالقرار الواعي. كما يوضح دينيت، فإن هذا تقرير عن أين يبدو للراصد أن الأشياء تتقابل معا، وليس الزمن الموضوعي الذي وقعت فيه الأشياء فعلا.